# Dylan (álbum de 1973)
Dylan —titulado como Dylan – A Fool Such as I en algunos países europeos— es el decimotercer álbum de estudio del músico estadounidense Bob Dylan, publicado por la compañía discográfica Columbia Records en noviembre de 1973. Recopilado y publicado por la compañía sin la colaboración de Dylan, el álbum no contiene ninguna canción original de Dylan y está integrado por dos descartes de las sesiones de Self Portrait grabados en abril de 1969 y siete de las de New Morning grabados en junio de 1970. El álbum incluyó también una versión de «Spanish Is the Loving Tongue» diferente a la publicada como cara B del sencillo «Watching the River Flow». Su publicación coincidió con la salida de Dylan de Columbia y la firma de un nuevo contrato con Asylum Records, antes de emprender su primera gira desde 1966.
Dylan es el único álbum de Dylan no reeditado en disco compacto en el mercado estadounidense. Aunque recientemente fue incluido como álbum de estudio en la caja recopilatoria The Complete Album Collection Vol. One, no está disponible por separado y solo fue editado en CD en algunos países europeos a comienzos de la década de 1990. Hasta diciembre de 2009, el álbum estuvo disponible en formato de descarga digital como parte de Bob Dylan: The Collection. Aunque Dylan recibió reseñas negativas de la prensa musical, alcanzó el puesto diecisiete en la lista estadounidense Billboard 200 y fue certificado como disco de oro por la RIAA al superar el medio millón de copias vendidas en el país. 

## Recepción
Tras su publicación, Dylan fue uno de los discos peor valorados del catálogo musical de Dylan. Bill Flanagan de Entertainment Weekly escribió: «Dylan dejó CBS para firmar con Asylum; CBS lo castigó sacando este álbum de horripilantes descartes de Self Portrait», mientras que Robert Christgau, de Village Voice, comentó: «Escuchando este conjunto de rechazos de lo que fue el peor álbum de Dylan tiene su morbo. Si pierdes la referencia esotérica, es como ver a Ryne Duren sin gafas. No solo no hay timbre ni melodía -él siempre fue salvaje- pero tampoco frasea de manera convincente, y las canciones acaban por golpear la tierra. Todo lo cual es el castigo de CBS después de que Bobby tuviera la mala educación de firmar con otra compañía. Me pregunto cómo se podría imaginar que Columbia fuese tan poco benevolente».
Jon Landau, de Rolling Stone, escribió en su reseña de Dylan: «Columbia tiene el derecho de publicar material inédito de su antiguo empleado, Bob Dylan. Y yo personalmente quiero oír más de él, sobre todo descartes de sus álbumes acústios fundamentales y grabaciones de conciertos. Pero no puedo entender cómo el sello ha comenzado lo que será una inevitable larga serie de discos "nuevos-viejos" de Dylan con descartes del disco más flojo de Dylan, Self Portrait». En el mismo sentido, Wilson y Alroy escribieron: «Cuando Dylan dejó temporalmente Columbia Records, se apresuraron en sacar esta colección de descartes de Self Portrait y New Morning. A menudo hay un culpable placer en escuchar las grabaciones que un artista no quería publicar, pero esta no es la ocasión: ninguno de los temas son originales de Dylan, y son menos interesantes que los cortes que hizo en Self Portrait, que era pésimo para empezar. No hay puntos altos, y el único punto de interés posible es su versión de "Big Yellow Taxi" de Joni Mitchell, que hace en el estereotipado estilo de Dylan, con un zumbido monótono, guitarras rápidamente rasgueadas, coristas femeninas y todo eso. Todo lo demás, desde "Mr. Bojangles" hasta "Spanish Is the Loving Tongue", es vergonzoso e inescuchable».

## Lista de canciones
| Cara A |                              |                                            |          |  |
| N.º    | Título                       | Escritor(es)                               | Duración |  |
| 1.     | «Lily of the West»           | Tradicional                                | 3:44     |  |
| 2.     | «Can't Help Falling in Love» | George Weiss, Hugo Peretti, Luigi Creatore | 4:17     |  |
| 3.     | «Sarah Jane»                 | Tradicional                                | 2:43     |  |
| 4.     | «The Ballad of Ira Hayes»    | Peter LaFarge                              | 5:08     |  |

| Cara B |                                |                      |          |  |
| N.º    | Título                         | Escritor(es)         | Duración |  |
| 1.     | «Mr. Bojangles»                | Jerry Jeff Walker    | 5:31     |  |
| 2.     | «Mary Ann»                     | Tradicional          | 2:40     |  |
| 3.     | «Big Yellow Taxi»              | Joni Mitchell        | 2:12     |  |
| 4.     | «A Fool Such as I»             | Bill Trader          | 2:41     |  |
| 5.     | «Spanish Is the Loving Tongue» | Charles Badger Clark | 4:13     |  |

## Posición en listas
| País           | Lista         | Posición |
| -------------- | ------------- | -------- |
| Estados Unidos | Billboard 200 | 17       |